# Бертиога
Бертиога (порт. Bertioga) — муниципалитет в Бразилии, входит в штат Сан-Паулу. Составная часть мезорегиона Агломерация Сан-Паулу. Находится в составе крупной городской агломерации . Входит в экономико-статистический микрорегион Сантус. Население составляет 43 763 человека на 2006 год. Занимает площадь 491,701 км². Плотность населения — 89,0 чел./км².

## История
Город основан 19 мая 1895 года.

## Статистика
- Валовой внутренний продукт на 2003 составляет 265.344.967,00 реалов (данные: Бразильский институт географии и статистики).
- Валовой внутренний продукт на душу населения на 2003 составляет 7.081,72 реалов (данные: Бразильский институт географии и статистики).
- Индекс развития человеческого потенциала на 2000 составляет 0,792 (данные: Программа развития ООН).

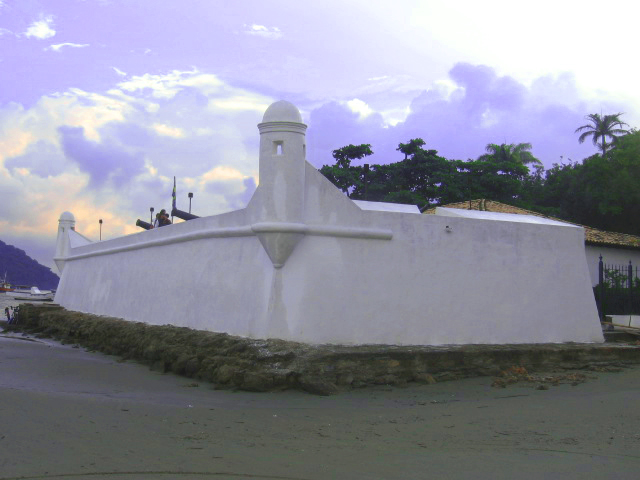